# Poecilocryptus zealandicus
Poecilocryptus zealandicus – gatunek błonkówki z rodziny gąsienicznikowatych i podrodziny Labeninae.
Gatunek ten został opisany w 2011 roku przez Darrena Francisa Warda na podstawie pojedynczej samicy, odłowionej w 1975 roku nad Simonin Creek.
Błonkówka o ciele długości 6 mm, przy długości przedniego skrzydła 5 mm. Głowa jest blado żółtobiała z ciemnobrązową łatką obok przyoczek. Krótkie, lekko zakrzywione żuwaczki mają po dwa zęby. Biczyk buławkowatych czułków jest złożony z 23 członów i ku końcowi blednie z ciemnobrązowego do białego. Mezosoma i  metasoma są rudobrązowe z ciemnobrązową pręgą środkową i czarnymi kropkami na tarczy śródplecza. Przednie skrzydła charakteryzują się poprzecznymi, pięciokątnymi areolami. Przednie i środkowe odnóża są blado żółtobiałe, zaś tylne rudopomarańczowe. Bardzo długie pokładełko wystaje za wierzchołek odwłoka na odległość równą sześciokrotności długości goleni tylnego odnóża.
Owad endemiczny dla Nowej Zelandii, znany z tylko z lokalizacji typowej.